# 인테사 상파울로
인테사 상파울로(Intesa Sanpaolo)는 이탈리아의 국제 뱅킹 그룹이다. 총 자산 규모 면에서 이탈리아 최대의 은행이며 세계에서는 27번째로 크다. 방카 인테사와 상파울로 IMI의 2007년 합병을 통해 설립되었다.
2020년, 이 은행의 고객 수는 이탈리아에서 1460만 명, 동유럽과 중앙 유럽, 중동, 북아프리카에서 720만 명이다.